# Nephasoma sewelli
Nephasoma sewelli är en stjärnmaskart som först beskrevs av Stephen 1941.  Nephasoma sewelli ingår i släktet Nephasoma och familjen Golfingiidae. Inga underarter finns listade i Catalogue of Life.